# 重力子 (漫畫)
重力子（英語：Graviton）是一位在漫威漫畫所發行的漫畫裡出現的虛構角色。首次登場於《復仇者》第158期（1977年4月），這個角色的創作者是Jim Shooter與Sal Buscema。

## 其他媒體

### 電視
- 《復仇者聯盟：史上最強英雄戰隊》：2010年10月20日開始播放的電視動畫影集。
- 富兰克林·霍尔博士（伊恩·哈特饰演）出现在ABC电视剧《神盾局特工》第三集《资产》中。[1]在漫威宇宙的另一个平行世界地球199999中，富兰克林·霍尔是一名加拿大的物理学家，也是神盾局受保护的的宝贵资产。他曾经是里奥·菲兹和潔玛·西蒙斯的导师。在一次装备齐全的护送行动中，他被敌人用一种重力武器绑架了，并被带到了马耳他某地，来到他从前研究伙伴伊恩·奎因（奎因国际集团的总裁）面前。奎因想让霍尔为他那含有引力元素的设备建造一个力场。当菲尔·考森探员找到霍尔时，霍尔毫不考虑奎因的宾客，正想要把这设备连带着整栋房子沉入水底。霍尔说其实是他一手设计了自己的绑架行动，他还说引力元素对于神盾局以及伊恩·奎因都太过强大了，自己是在保护人类，纠正错误。寇森击碎了遮挡设备的玻璃，霍尔落入了那装置之中，似乎是被吞噬了。引力元素和其装置最终被锁在了神盾局的保险库里，而其实霍尔仍然存活在那些引力元素之中。这位富兰克林，霍尔博士是该电视剧中第一个有漫画角色作为前身的人物。

### 電子遊戲
- 《神奇的蜘蛛人2》（The Amazing Spider-Man 2）：Game Boy的遊戲。

## 外部連結
- marvel.com上的重力子 （页面存档备份，存于）
- marveldirectory.com上的重力子 （页面存档备份，存于）